# Пиннелла, Майкл
Майкл Пиннелла (англ. Michael Pinnella, род. 29 августа 1969 года в Пойнт-Плезант-Бич) — американский музыкант, участник прогрессив-метал группы Symphony X.

## Биография
Пиннелла родился в Пойнт-Плезант-Бич, Нью-Джерси и с детства увлекался музыкой. Когда ему было четыре года, он начал брать уроки игры на фортепиано. Он был под сильным влиянием классических композиторов, таких как Моцарт, Бетховен, Шопен и Бах.
Когда ему было около 11 лет, он начал заниматься музыкой более серьёзно. Позже, в юности, он был впечатлён Ингви Мальмстином и попросил своих родителей купить ему синтезатор. Когда он попал в колледж, он изучал фортепиано, теорию и композицию, а также другие музыкальные курсы. Другие влияния пришли из прогрессив-метала 1970-х годов (Emerson, Lake & Palmer, Deep Purple, Black Sabbath) и из 1980-х годов (DIO, Ozzy Osbourne).
Когда Пиннелла окончил колледж, он начал преподавать игру на фортепиано в музыкальном магазине. Один из коллег-преподавателей в магазине дружил с Майклом Ромео. В 1994 году вместе с Майклом Ромео основал группу Symphony X.
В настоящее время он работает в Ист-Брансуик, Нью-Джерси, когда нет гастролей или записи. Он христианин и играет на пианино в своей церкви.
Племянник Майкла, Крис Пиннелла, вокалист в Trans-Siberian Orchestra.

## Оборудование
Пиннелла использует следующее оборудование:
- Roland JV-2080 и Roland A-33
- Roland JP-8000
- Roland V-Synth GT
- Korg TR Rack и 01/Wfd
- Yamaha Motif ES7
- Akai S3000

## Дискография

### Соло
- Enter By the Twelfth Gate (2004)
- Ascension (2014)

### Symphony X
Клавишные, бэк-вокал с 1994 года
- Symphony X (1994)
- The Damnation Game (1995)
- The Divine Wings of Tragedy (1997)
- Twilight in Olympus (1998)
- V: The New Mythology Suite (2000)
- Live on the Edge of Forever (2001, концертный альбом)
- The Odyssey (2002)
- Paradise Lost (2007)
- Iconoclast (2011)
- Underworld (2015)